# هارالمبی ایوانف
هارالمبی ایوانف (انگلیسی: Haralambie Ivanov; ۲۳ فوریهٔ ۱۹۴۱ – ۲۲ اوت ۲۰۰۴) قایقران کانو اهل رومانی بود.